# КВ-4
КВ-4 — радянський експериментальний важкий танк сімейства «КВ», розробка якого, з деяких причин, не дійшла до побудови прототипу. На КВ-4 пропонувалися нові технічні рішення, вузли та агрегати, що були використані на наступних бойових машинах СРСР.

## Історія створення
У квітні 1941 року голова СКБ-2 Ж. Котін оголосив конкурс на розробку важкого танка КВ-4 з двома гарматами, 125–130 мм бронею лобової частини корпусу. Понад 20 конструкторів приступили до роботи, створивши 20 проєктів. Переможцем став проєкт М. Шашмуріна, який поєднав встановлену в корпусі 107 мм гармату з 76 мм гарматою Л-11 у башті від КВ-1. У червні роботи з КВ-4 були згорнуті на користь КВ-5.

## Опис конструкції
Спочатку до розроблюваної машині були поставлені такі вимоги:

### Броньовий корпус та башта
Броньовий корпус — зварний, з катаних плит і листів гомогенної сталі, башта — зварна з катаних плит і листів.

### Озброєння
Як озброєння передбачалися дві гармати: 107-мм ЗІС-6 а також 45-мм 20-К. Для боротьби з живою та легкоброньованою силою противника також планувалося встановлювати кулемети ДС і ДТ-29. Як додаткове озброєння деякі конструктори планували використовувати вогнемет.

### Засоби спостереження та зв'язку
Планувалося встановлювати на танки радіостанції 10-Р, а також прилади спостереження в командирській башточці.

### Двигун та трансмісія
Як силова установка був представлений авіаційний поршневий 12-циліндровий V-подібний чотиритактний дизельний двигун водяного охолодження М-40, потужністю 1200 к.с.

### Ходова частина
Торсіонна підвіска, котки з внутрішньою амортизацією.

## Зведена таблиця основних характеристик проєктів
| Конструктори                        | Маса    | Головний калібр          | Додатковий калібр        | Макс. швидкість | Лобова броня | Екіпаж | Довжина | Ширина | Висота  |
| ----------------------------------- | ------- | ------------------------ | ------------------------ | --------------- | ------------ | ------ | ------- | ------ | ------- |
| С. Федоренко                        |         | 107 мм у башті           | 45 мм у башті зверху     | 21,6-38 км/год  |              |        |         |        |         |
| Г. Кручених                         | 107,7 т | 107 мм у башті           | 45 мм у башті зверху     | 35 км/год       | 180 мм       | 9 чол  | 9,13 м  | 4,03 м | 3,78 м  |
| К. Буганов                          | 93 т    | 107 мм у башті           | 45 мм у башті зверху     | 36 км/год       | 190 мм       | 6 чол  | 7,70 м  | 3,80 м | 3,9 м   |
| Ф. Марішкін                         |         | 107 мм у башті           | 45 мм у башті зверху     | 40 км/год       |              |        |         |        |         |
| Г. Москвін                          |         | 107 мм у башті           | 45 мм у башті зверху     | 31,3 км/год     |              |        |         |        |         |
| Н. Струков                          | 92 т    | 107 мм у башті           | 45 мм у башті зверху     | 36 км/год       | 186 мм       | 6 чол  | 8,6 м   | 4 м    | 3,8 м   |
| А. Єрмолаєв                         |         | 107 мм у башті           | 45 мм у башті            | 51 км/год       |              |        |         |        |         |
| Л. Сичов                            |         | 107 мм у башті           | 45 мм у башті            | 46-55 км/год    |              |        |         |        |         |
| Л. Переверзєв                       | 100 т   | 107 мм у башті           | 45 мм у башті            | 39 км/год       | 125 мм       | 6 чол  | 6,5 м   | 3,8 м  | 3,32 м  |
| Биков                               |         | 107 мм у башті           | 45 мм у башті            | 36 км/год       |              |        |         |        |         |
| Невідомий                           |         | 107 мм у башті           | 45 мм у башті            | 38 км/год       |              |        |         |        |         |
| Невідомий                           |         | 107 мм у башті           | 45 мм у башті            | 41 км/год       |              |        |         |        |         |
| М. Креславський                     | 92,6 т  | 107 мм в загальній башті | 45 мм в загальній башті  | 45 км/год       | 125 мм       | 6 чол  | 9 м     | 4 м    | 3,225 м |
| М. Духов                            | 82,5 т  | 107 мм в загальній башті | 45 мм в загальній башті  | 40 км/год       |              |        |         |        |         |
| М. Шашмурін                         | 92 т    | 107 мм в корпусі         | 76 мм у башті            | 35 км/год       | 188 мм       | 7 чол  | 10 м    | 4 м    | 3,88 м  |
| П. Михайлов                         | 86,5 т  | 107 мм у башті           | 45 мм в корпусі          | 50 км/год       | до 180 мм    | 5 чол  | 9 м     | 3,6 м  | 3 м     |
| Г. Турчанинов                       |         | 107 мм у башті           | 45 мм в корпусі          | 39-41,7         |              |        |         |        |         |
| Н. Цейц                             | 90 т    | 107 мм у башті           | Відсутня                 | 45 км/год       | 125 мм       | 7 чол  | 8,35 м  | 4,03 М | 3,62 м  |
| П. Тарапатін/К. Кузьмін/В. Таротько | 88 т    | 107 мм у башті           | 45 мм                    | 36 км/год       | 125 мм       | 6 чол  | 9,26 м  | 3,79 м | 3,175 м |
| В. Павлов                           |         |                          | 45 мм у башті з огр. УГН | 38 км/год       |              |        |         |        |         |
| Д. Григор'єв                        |         |                          | 45 мм у башті з огр. УГН | 41 км/год       |              |        |         |        |         |

## Оцінка танка
Незважаючи на те, що жоден з проєктів не був реалізований в металі, під час конструювання була запропонована величезна кількість нестандартних рішень, винаходів та оригінальних задумок . Багато з них були застосовані у розробці наступних радянських танків.

## КВ-4 в сувенірній та ігрової індустрії
КВ-4 представлений в грі World of Tanks на 8 рівні важких танків СРСР. Базується на проєкті Н.Духова, сильно відрізняється від нього по ТТХ (маса понад 100 тонн, лобова броня у 180 мм, можливість установки гармат Д-25Т та дослідної 107-мм ЗІС-24, в реальності була накладенням дуже довгого 107-мм ствола (73,5 калібру) на лафет гаубиці-гармати МЛ-20.